# Roger Sebastián Aquilar Labrada
Roger Sebastián Aquilar Labrada (*22 de diciembre de 1947 en Cuba - ) Es un artista. Desarrolla su trabajo en la pintura, el grabado, el diseño gráfico y el dibujo. Cursó sus estudios en 1965, en la especialidad de Artes Plásticas en la Escuela Nacional para Instructores de Arte, Habana, Cuba. Un año después formó parte del taller "Lithography with Jose Contino", Taller Experimental de Gráfica (TEG), Habana, Cuba.
En tanto a la actividad profesional podemos decir que ya en 1966 formó parte del Taller Experimental de Gráfica (TEG), y entre los años 1977- 1981 fue director del mismo, fue miembro de la Unión de Escritores y Artistas de Cuba (UNEAC);así como asumió la dirección artística de la Revista Clave, Habana, Cuba.

## Exposiciones personales
Este artista presenta varias exposiciones invividuales, entre ellas se encuentran en 1980 "Calcografías de Roger Aguilar" en el Museo Nacional de Bellas Artes, Havana, Cuba, en 1989 "El paraíso perdido". Museo de Arte Colonial, Habana, Cuba y en 1994 "Pinturas de Roger Aguilar Labrada"en la Galería La Acacia, Habana, Cuna. Entre las exposiciones personales más recientes podemos citar:
Dibujos,. “Habaneras”, Galería Arcano, México, 1992
Litografía, Galería Uno más Uno, La Habana, 1993
Dibujos, “Papeles”, Galería 12 y 23, La Habana, 1994
Pinturas, Galería La Acacia, La Habana, 1994
Litografías, Galería del Instituto de Cultura Juárez, Villa Hermosa, México, 1994
Pinturas, “En viva carne”, Galería Casa de la Cultura, Villa Hermosa, México, 1995
Litografías, Galería de la Universidad Autónoma de Tabasco, México.
Litografías. Galería Emerio Darío Lunar, Maracaibo, Venezuela, 1995
Pinturas. Galería Emerio Darío Lunar, Maracaibo, Venezuela 1996
Pinturas. Museo Meguro, Tokio, Japón,1997
Gráfica. Galería Hoffman, Maracaibo, Venezuela, 1998
Gráficas y Dibujos. Galería Sociedad Dramática de Maracaibo, Venezuela, 1998
Dibujos Recientes. Galería Tamiz, Maracaibo, Venezuela, 2001
Homamno. Galería La Otra Banda, Mérida, Venezuela, 2002
Feria Internacional de Arte, Museo Lía Bermúdez, Maracaibo, Venezuela, 2005
Dibujos y Grabados, Bienal Culturas del Mundo, Alcaldía de Ambérieu en Bugey, Francia, 2007
Dibujos y Grabados, Maison de la Jeunesse et de la Culture, Tassin la Demi-Lune Francia, 2007
Dibujos y Grabados, Charbonnieres, Francia. 2007.
Dibujos y Grabados “Préstame tus alas…”, Alcaldía de Villars les Dombes, Francia. 2007
Litografías “El paraíso recuperado”, Galería TEGH La Habana, Cuba 2007.
"Estampas Habana", Grabados, Galería "Françoise Besson" Lyon Francia 2007

## Exposiciones colectivas
Entre las numerosas exposiciones colectivas que participó podemos ubicar sus primeras presentaciones importantes en "Exposición de La Habana’68 en la Galería Latinoamericana, Casa de las Américas, Habana, Cuba, en 1970 el "IX Premi Internacional Dibuix Joan Miró" en al Collegi d’Arquitectes, Catalunya i Balears, Barcelona, España y en 1971 la muestra "Cubaanse Affiches" en Stedelijk Museum, Ámsterdam, Holanda. También participó en 1984 en la 1a. Bienal de La Habana, en el Museo Nacional de Bellas Artes, Havana, Cuba, en 1997 en el Encuentro de Grabado’97. Centro de Desarrollo de las Artes Visuales,(CDAV) Habana, Cuba. Su exposición personal de Litografías “El paraíso recuperado”, Galería TEGH La Habana en 2007 es la presentación en Cuba más reciente.

## Premios
A la largo de su trabajo artístico ha recibido varios reconocimientos, entre ellos se encuentran en 1975 Prize in Lithography en el "Salón Nacional de Grabados 1975", en la Galería Amelia Peláez, Mención en el Salón Provincial de Jóvenes Artistas, La Habana. Cuba. 1980 y en 1984 y 1985 recibió Mención en el Salón de Artes Plásticas UNEAC. Museo Nacional de Bellas Artes, Habana, Cuba,
Premio Especial en el concurso El Arte del Libro, La Habana, Cuba. 1987, Primer Premio en la Bienal de Gráfica de Barranquilla, Colombia. 1995
- Datos: Q6111063